# ازدواج قابل فسخ
ازدواج قابل فسخ (به انگلیسی: Voidable marriage) ازدواجی است که زن یا شوهر حق دارد و می‌تواند آن را فسخ کند ولی ازدواج باطل نیست. 

## مواردی که ازدواج قابل فسخ است
- عقیم بودن مرد
- عدم بکارت دختر اگر شرط شده باشد
- جنون یکی از زوجین
- تدلیس[۱]

## جستارهای  وابسته
- طلاق
- فسخ نکاح
- ازدواج باطل